# 玉井盆地
玉井盆地為臺灣南部的一處盆地地形，位於臺南市玉井區及楠西區，也是該兩區人口較集中的精華所在地。由於地形陷落與河流侵蝕而成縱谷狀的盆地，故又稱玉井谷盆地。地理位置為阿里山山脈南段丘陵地帶，曾文溪上游主流與支流從中流貫而過，地勢呈東南尖形、中央低凹原的盆地地形。